# Hệ thống tiền xu Hoa Kỳ
Hệ thống Tiền xu Hoa Kỳ, (còn gọi là: Tiền xu đô la Mỹ; không kể đến những đồng tiền Hoa Kỳ thời Lục địa) được đúc lần đầu tiên vào năm 1792. Tiền xu mới đã được sản xuất hàng năm và chúng là một phần của hệ thống tiền tệ Hoa Kỳ . Ngày nay, tiền xu đang lưu hành có các mệnh giá 1 xu, 5 xu, 10 xu, 25 xu, 50 xu và 1 đô la. Một đô la bằng một trăm xu. Cũng được đúc là đồng xu kim loại quý (bao gồm vàng, bạc và bạch kim) và tiền xu kỷ niệm . Tất cả những đồng xu này được đúc bởi Cục Đúc tiền Kim loại Hoa Kỳ. Sau khi được đúc thành đồng xu, các đồng xu này được bán cho các Ngân hàng Dự trữ Liên bang và ngân hàng này phải đảm nhận trách nhiệm đưa các đồng xu mới này vào lưu thông, hoặc thu hồi chúng theo tình trạng của nền kinh tế quốc gia. 

## Các đồng xu hiện đang lưu hành
Hiện nay nay, bốn cục (xưởng) đúc tiền đang hoạt động tại Hoa Kỳ hàng năm sản xuất hàng tỷ đồng xu. Cục Đúc tiền chính là Cục Đúc tiền Philadelphia, (Philadelphia Mint), là địa điểm sản xuất tiềxu n đúc lưu hành, bộ tiền xu cục đúc tiền và một số đồng xu kỷ niệm. Cục Đúc tiền Denver (Denver Mint) cũng sản xuất tiền đúc lưu hành, bộ đúc tiền và các đồng xu kỷ niệm. Xưởng đúc tiền San Francisco sản xuất tiền đúc sưu tập (proof) thông thường và bằng bạc, đồng thời sản xuất tiền đúc lưu hành cho đến những năm 1970. Cục Đúc tiền West Point, West Point Mint sản xuất tiền đúc kim loại quý (bao gồm cả các đồng tiền đúc sưu tập). Hai cục đúc tiền Philadelphia và Denver sản xuất khuôn đúc tiền được sử dụng ở tất cả các cục đúc tiền. Bộ bằng chứng và bộ đúc tiền được sản xuất hàng năm và chứa các mẫu vật về tất cả các mẫu tiền xu được đúc để lưu hành trong năm.
Việc xác định cục đúc tiền xu nơi đồng xu được sản xuất là dễ dàng, do hầu hết các đồng xu đều có ký hiệu cục đúc tiền. Chữ cái của các cục đúc tiền có thể được nhìn thấy ở mặt trước của hầu hết các đồng xu và thường có vị trí gần năm đúc trên đồng tiền. Tiền xu không có ký hiệu cục đúc tiền là đồng xu được đúc tại cục đúc tiền Philadelphia, trừ một số có ký hiệu sẽ là chữ cái P. Mỗi cục đúc tiền có ký hiệu riêng của mình: D của Cục Đúc tiền Denver, S của Cục Đúc tiền San Francisco và W của Cục Đúc tiền West Point. Các đồng xu mang ký hiệu cục đúc là S và W hiếm khi xuất hiện trong lưu thông, trừ trường hợp một số đồng xu có ký hiệu cục đúc là S được đúc từ trước giữa thập niên 1970. 
Ngoài các ký hiệu cục đúc của bốn cục đúc tiền P, D, S, W, còn có các ký hiệu cục đúc tiền khác như: CC, O, C và D, được sử dụng trên các đồng tiền vàng và bạc trong các thời kỳ khác nhau từ giữa thế kỷ XIX cho đến đầu thế kỷ XX. Lần lượt, chúng đại diện cho các cục đúc tiền tạm thời tại Thành phố Carson, Nevada; New Orleans, Louisiana; Charlotte, Bắc Carolina; và Dahlonega, Georgia. Hầu hết những đồng xu mang các ký hiệu cục đúc này đang tồn tại và nằm trong bộ sưu tập của các nhà sưu tập tiền xu, cũng như trong các bảo tàng.

### Tiền xu đang lưu hành
1. Khối lượng và thành phần của đồng penny-1 xu đã thay đổi thành lõi kẽm mạ đồng hiện tại vào năm 1982. Trước đó, thành phần của nó là 95% đồng. Cả hai loại đồng xu (có thành phần chính là đồng hoặc kẽm) đều được đúc vào năm 1982 và không có dấu hiệu phân biệt chúng. Đồng penny năm 1943 được đúc trên các tấm phôi thép mạ kẽm và do chính điều này, cạnh của đồng xu này không được mạ kẽm và làm chúng trở nên rỉ sét. Ngày nay, những "đồng xu thép" này dường như không còn được tìm thấy trong lưu thông, vì sau đó chúng đã được cố tình loại bỏ khỏi lưu thông để tái chế kim loại và bởi những người thu gom tiền xu. Tuy nhiên, đồng xu được đúc từ năm 1944 đến năm 1946 được làm từ một thành phần đồng thau đặc biệt được tận dụng trong Thế chiến thứ hai để thay thế cho đồng xu thép, nhưng vẫn tiết kiệm nguyên liệu cho nỗ lực chiến tranh và được lưu hành phổ biến hơn so với đồng xu năm 1943.
2. Đồng xu lúa mì (Wheat cent; 1909-1958) phổ biển trong thời gian nó lưu hành, do thành phần chính là đồng không bị thu thập một cách cực đoan như các đồng xu mệnh giá lớn có thành phần là bạc. Tuy vậy, một số năm đúc của đồng penny rất hiếm, nhưng hiện nay, phần lớn năm đúc trong giai đoạn này vẫn được tìm thấy trong lưu thông.
3. Nickel-5 xu được sản xuất từ giữa năm 1942 đến năm 1945 được sản xuất từ 56% đồng, 35% bạc và 9% mangan. Chính thành phần này góp phần chuyển số kim loại niken (nickel) tiết kiệm được cho nền sản xuất công nghiệp quân sự cho Chiến tranh Thế giới Thứ hai. Một số đồng xu được phát hành trong giai đoạn này vẫn được tìm thấy trong lưu thông.
4. Trước năm 1965 và trước khi thông qua Đạo luật Tiền đúc năm 1965, thành phần của đồng 10 xu (dime), đồng quarter-25 xu, nửa đô la và đô la là 90% bạc và 10% đồng. Đồng nửa đô la tiếp tục được đúc với thành phần bạc 40% (silver-clad) từ năm 1965 đến năm 1970. Đồng 10 xu-dime và đồng quarter từ trước năm 1965 và nửa đô la từ trước năm 1971 thường không được lưu hành do chúng đã bị thu thập và loại bỏ khỏi lưu thông do thành phần bạc của chúng. Một số đồng xu kỷ niệm trong thời hiện đại được đúc bằng mệnh giá một đô la.
5. Vào năm 1975 và 1976, tiền đúc 200 năm của Hoa Kỳ đã được đúc. Bất kể ngày đúc, mỗi đồng xu đều có ngày kép "1776-1976". Các đồng xu Đô la, Nửa đô la và Đô la được phát hành bằng đồng có thành phần 91,67% niken 8,33% cho mục đích lưu hành chung và Chính phủ đã phát hành Bộ Tiền xu Sưu tập gồm sáu đồng xu. Một bộ ba đồng xu đặc biệt gồm 40% bạc cũng được Cục Đúc tiền Hoa Kỳ phát hành ở cả dạng Không tuần hoàn (Uncirculated) và Tiền xu Sưu tập (Proof).
6. Việc sử dụng đồng nửa đô la không phổ biến như việc sử dụng các loại tiền xu khác đang lưu thông chung; hầu hết người Mỹ chỉ sử dụng đồng xu đô la, đồng quarter 25 xu, dime 10 xu, nickel 5 xu và penny 1 xu, vì đây là những đồng xu duy nhất thường được tìm thấy trong lưu thông chung. Khi được tìm thấy, nhiều đồng xu 50¢ nhanh chóng được tích trữ, chi tiêu hoặc mang đến ngân hàng. Vì số lượng lớn nửa đô la thường được giữ bởi các ngân hàng hoặc có sẵn để đặt hàng, chúng thường được săn lùng bởi những người săn xu với mục đích tìm kiếm đồng bạc, tiền xu Đúc Sưu tập và Các đồng xu không dành không dành cho lưu thông (NIFC).
7. Seri Đô la Tổng thống có chân dung của tất cả các Tổng thống Hoa Kỳ đã qua đời với bốn thiết kế đồng xu được phát hành mỗi năm theo thứ tự ngày nhậm chức của tổng thống. Những đồng xu này bắt đầu lưu hành vào ngày 15 tháng 2 năm 2007. Bắt đầu từ năm 2012, những đồng xu này chỉ được đúc cho mục đích sưu tập do trữ lượng của đồng xu này là lớn.
8. Đồng đô la Susan B. Anthony (SBA) được đúc từ năm 1979 đến 1981 và 1999. Việc đúc tiền năm 1999 là để đối phó với việc Kho bạc cung cấp đồng đô la trở nên cạn kiệt và không có khả năng đẩy nhanh việc đúc đồng đô la Sacagawea. Đồng đô la SBA 1981 đôi khi có thể được tìm thấy trong lưu thông, trên thực tế có nguồn gốc từ các bộ tiền đúc sưu tập (proof set) đã bị mở ra. Đồng SBA 1981 trên thực tế không được đúc với số lượng lớn cho mục đích lưu hành.
9. Mặc dù đồng đô la đã không được đưa vào lưu thông kể từ năm 2011, nhưng đồng đô la Đổi mới của Mỹ được Cục Đúc tiền Hoa Kỳ liệt kê là đồng xu lưu hành. [4]
10. Kể từ năm 2019, mỗi đồng đô la Đổi mới của Mỹ có một dấu hiệu riêng, được thay đổi hàng năm, nằm ngay bên dưới "IN GOD WE TIN TƯỞNG".

### Tiền xu Kim loại quý
Tiền xu kim loại quý không lưu hành đã được sản xuất hàng năm kể từ năm 1986. Chúng có thể được đúc bằng vàng, bạc hoặc bạch kim (từ năm 1997) hoặcpalladi (từ năm 2017). Mệnh giá khắc trên chúng cho phép các đồng xu này có thể được sử dụng hợp pháp, tuy vậy, mệnh giá trên các đồng xu này không thể hiện giá trị của kim loại cấu thành đồng tiền xu. 
Vào ngày 11 tháng 5 năm 2011, Utah trở thành tiểu bang đầu tiên chấp nhận những đồng xu này bằng với giá trị của kim loại quý trong các giao dịch thông thường.

### Tiền xu Kỷ niệm
Tiền kỷ niệm trong kỷ nguyên hiện đại tại Hoa Kỳ đã được đúc từ năm 1982.

## Ký hiệu Cục Đúc tiền
Danh sách các chi nhánh Cục Đúc tiền Hoa Kỳ hiện tại và cả trong quá khứ và các ký hiệu cục đúc của chúng:
| Cục Đúc tiền     | Ký hiệu         | Thành phần kim loại được đúc   | Năm thành lập | Tình trạng hiện tại                            |
| ---------------- | --------------- | ------------------------------ | ------------- | ---------------------------------------------- |
| Denver           | Đ.              | Tất cả các kim loại            | 1906          | Đang hoạt động                                 |
| Philadelphia     | P hoặc không    | Tất cả các kim loại            | 1792          | Đang hoạt động                                 |
| San Francisco    | S               | Tất cả các kim loại            | 1854          | Đang hoạt động (chủ yếu Đúc tiền Đúc Sưu tập)  |
| Điểm Tây         | W hoặc không    | Vàng, Bạc, Bạch kim và Palladi | 1973          | Đang hoạt động (chủ yếu Đúc tiền Kim loại Quý) |
| Thành phố Carson | CC              | Vàng và bạc                    | 1870          | Đóng cửa năm 1893                              |
| Charlotte        | C               | Vàng                           | 1838          | Đóng cửa năm 1861                              |
| dahlonega        | D               | Vàng                           | 1838          | Đóng cửa năm 1861                              |
| Manila           | M hoặc không có | Tất cả các kim loại            | 1920          | Đóng cửa (1922); mở cửa lại 1925–1941          |
| New Orleans      | O               | Vàng                           | 1838          | Đóng cửa năm 1861; mở lại 1879–1909            |

## Tiền xu lỗi thời và bị hủy bỏ
- Nửa xu :1⁄2 ¢, 1793–1857
- Đồng một xu lõi bạc : 1¢, 1792 (không lưu hành)
- Đồng một xu cỡ lớn : 1¢, 1793–1857
- Đồng xu vòng (Ring cent) : 1¢, 1850–1851, 1853, 1884–1885 (không lưu hành)
- Hai xu billon : 2¢, 1836 (không lưu hành)
- Hai xu bằng đồng  : 2¢, 1863–1873
- Đồng ba xu đồng : 3¢, 1863 (không lưu hành)
- Đồng ba xu niken : 3¢, 1865–1889
- Đồng bạc ba xu: 3¢, 1851–1873
- Nửa dime : 5¢, 1792–1873
- Đồng hai mươi xu : 20¢, 1875–1878
- Đô la vàng : $1,00, 1849–1889 (một số đồng tiền kỷ niệm ban đầu được đúc theo mệnh giá này)
- Quarter Eagle : $2,50, 1792–1929 (một số đồng tiền kỷ niệm ban đầu được đúc theo mệnh giá này)
- Đồng ba đô la : $3,00, 1854–1889
- Stella : $4,00, 1879–1880 (không lưu hành)
- Half Eagle : $5,00, 1795–1929 (một số đồng tiền kỷ niệm hiện đại được đúc theo mệnh giá này)
- Eagle : $10,00, 1795–1933 (một số đồng tiền kỷ niệm hiện đại được đúc theo mệnh giá này)
- Double Eagle : $20,00, 1849–1933
- Half-union : $50,00, 1877 (không được lưu hành, một số đồng tiền kỷ niệm ban đầu được đúc bằng mệnh giá này)
- Union : $100,00 (đã lên kế hoạch nhưng chưa đúc, một số đồng tiền kỷ niệm hiện đại được đúc theo mệnh giá này)

Luật về xử lý cac đồng xu và cả tiền giấy bị lỗi thờ, rách nát và kể cả các loại tiền không còn được sản xuất được quy định tại 31 U.S.C. § 5120 .
Lưu ý: Có một quan niệm sai lầm phổ biến rằng danh pháp dựa trên mệnh giá eagle "đại bàng" cho tiền đúc bằng vàng của Hoa Kỳ chỉ là tiếng lóng. "Đại bàng" (eagle), "nửa đại bàng" (half eagle) và "một phần tư đại bàng" (quarter eagle) được đặt cụ thể trong Đạo luật Tiền đúc năm 1792. Tương tự như vậy, đại bàng kép (double eagle) được được tên này trong Đạo luật cho phép đúc tiền đô la vàng và đại bàng đôi", tiêu đề và phần 1, ngày 3 tháng 3 năm 1849.

## Tiền xu mill
Mặc dù thuật ngữ mill (cũng là mil hoặc mille) được định nghĩa vào thế kỷ thứ mười tám là1⁄1,000 đô la hoặc 0,1 ¢, không có đồng xu nào nhỏ hơn 0,5 ¢ được đúc chính thức ở Hoa Kỳ. Tuy vậy, nhiều đồng xu mệnh giá mill không chính thức để chỉ mệnh giá một phần mười một xu được làm bằng các thành phần như gỗ, thiếc và những thứ khác—được sản xuất vào cuối những năm 1960 bởi một số bang, địa phương và doanh nghiệp tư nhân để nộp thuế và trả lại tiền lẻ cho các giao dịch mua nhỏ.